# Bananen-Klettermaus
Die Bananen-Klettermaus (Dendromus messorius) ist ein Nagetier in der Unterfamilie der Baummäuse, das in Afrika verbreitet ist. Die Art ähnelt der Kastanienbraunen Klettermaus, mit der sie zeitweilig synonym geführt wurde.

## Merkmale
Mit einer Kopf-Rumpf-Länge von 60 bis 68 mm, einer Schwanzlänge von 72 bis 95 mm und mit einem Gewicht von 7,5 bis 10,5 g ist die Bananen-Klettermaus ein kleiner Vertreter ihrer Gattung mit schmalem Körper. Die Hinterfüße sind 15 bis 19 mm lang und die Länge der Ohren beträgt 11 bis 14 mm. Das Fell der Oberseite ist aus Haaren gebildet, die in den ersten zwei Dritteln dunkelgrau sind, worauf eine ingwerbraune Spitze folgt. Ein dunkler Aalstrich fehlt bei fast allen Exemplaren. Zu den Körperseiten wird das Fell heller und es besteht eine deutliche Grenze zur weißen Unterseite. Kennzeichnend für den Kopf sind feine Haare auf den Ohren, weiße Lippen und eine weiße Kehle. Bei den fünf Zehen der Füße ist der erste klein und manchmal mit einem Nagel ausgerüstet. Die opponierbare und lange fünfte Zehe trägt eine Kralle. Auf dem dunklen Schwanz befinden sich schwarze Borsten. Von den paarig angeordneten Zitzen liegen vier auf der Brust und vier im Leistenbereich.

## Verbreitung
Die Bananen-Klettermaus hat mehrere disjunkte Populationen in Afrika von Togo über Kamerun bis in den Osten der Demokratischen Republik Kongo. Sie lebt im welligen Gelände und in Gebirgen zwischen 300 und 1000 Meter Höhe. Diese Baummaus bewohnt Grasflächen.

## Lebensweise
Die Exemplare sind nachtaktiv und ruhen am Tage in selbstgebauten runden Nestern von Faustgröße. Sie bestehen aus verwobenen Pflanzenfasern und werden in Grasballen oder in anderen Gewächsen wie Büschen versteckt. Das Nest eines Weibchens bestand aus aufgelösten Bananenblättern und war in einer Verzweigung der Bananenpflanze etwas über dem Grund platziert. Im Nest wohnte ein Weibchen mit drei Jungtieren.
Die Bananen-Klettermaus frisst grüne Pflanzenteile und Früchte. Wenn Weibchen nicht paarungswillig sind, leben die Exemplare getrennt.

## Gefährdung
Die IUCN listet die Art als nicht gefährdet (least concern) aufgrund fehlender Bedrohungen und einer stabilen Gesamtpopulation.